# Anville
Anville ist eine Ortschaft und eine ehemalige französische Gemeinde mit 172 Einwohnern (Stand 1. Januar 2022) im Département Charente in der Region Nouvelle-Aquitaine (vor 2016 Poitou-Charentes). Sie gehört zum Arrondissement Cognac und zum Kanton Val de Nouère.
Mit Wirkung vom 1. Januar 2019 wurden die ehemaligen Gemeinden Auge-Saint-Médard, Anville, Bonneville und Montigné zur Commune nouvelle Val-d’Auge zusammengelegt und haben in der neuen Gemeinde den Status einer Commune déléguée. Der Verwaltungssitz befindet sich im Ort Auge-Saint-Médard.

## Bevölkerungsentwicklung
- 1962: 208
- 1968: 217
- 1975: 181
- 1982: 169
- 1990: 173
- 1999: 156
- 2016: 206

## Sehenswürdigkeiten
- Kirche Saint-Médard aus dem 11. Jahrhundert
- Ruinen des Schlosses Anville aus dem 17. Jahrhundert
- Ehemalige von Wassergräben umgebene Festung, die auf Befehl des Marschalls Louis de Sancerre († 1402) geschleift wurde

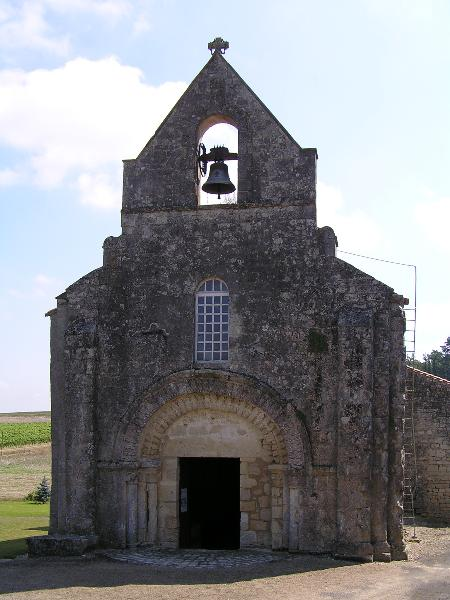
Kirche Saint-Médard

## Persönlichkeiten
- Herzöge von Anville aus der Familie La Rochefoucauld